# Polygonum idaeum
Polygonum idaeum là một loài thực vật có hoa trong họ Rau răm. Loài này được Hayek miêu tả khoa học đầu tiên năm 1924.